# Первый поход Сефевидской империи на Сунженский острог
Первый поход Сефевидской империи на Сунженский острог — военное столкновение, произошедшее в рамках Сефевидско-русской войны 1651—1653 гг.

## Почва
Постепенное усиление России на Северном Кавказе вызывало беспокойство Сефевидской империи. В частности, тот факт, что русские строили укрепления в местах, считавшихся близкими к сефевидским сферам влияния на Северном Кавказе, побудил Сефевидскую империю к решительным шагам.
В первые годы своего правления Аббас II не заботился об отношениях с русскими и игнорировал их предложения развивать отношения против османов. В 1647 и 1653 годах двусторонние отношения обострились из-за случаев грабежа караванов и ареста русских купцов в Сефевидской империи. Кроме того, расширение русскими своих границ на юг вызвало противодействие Сефевидов, считавших эти территории своими владениями. Эта напряжённость в свою очередь привела к войне или конфликту 1651—1653 годов. Одной из причин, сыгравших роль в возникновении этой войны, было намерение русских построить крепость для свергнутого царя Кахетии Теймураза I. Теймураз I, обратившийся за помощью к русским, не смог осуществить своё желание после того, как это известие дошло до Аббаса II. Шах, находившийся в Кандагаре, немедленно послал войска для решения этого вопроса. Под предводительством ширванского бейлярбека Хосров-хана кызылбаши Ардебиля, Карабаха и Астары, сотрудничавшие с местными кумыками, разгромили и изгнали русских, захватили их укрепления. После этого между Исфаханом и Москвой начали разъезжать послы для заключения окончательного мирного договора. Однако мирный договор был подписан лишь 10 лет спустя.

## Причина разногласий
В 1639 году закончилась Севефидско-османская война, начавшаяся в 1623 году. По окончании конфликта Сефевидское и Османское государства подписали Гасри-Ширинский мирный договор, определяющий их сферы влияния на Кавказе. В новых условиях Сефевиды хотели распространить свою власть от Дербента до Сунжи, а Османы и крымские ханы — от Чёрного моря до Кабарды. На Северном Кавказе интересы Сефевидов неизбежно сталкивались с интересами России. Шах Аббас II в начале своего правления поддерживал мирные отношения с Россией, но захватнические планы русских на Северном Кавказе изменили его отношение к России. Поводом для начала войны стал налёт гребенских казаков на караваны ширванских и дагестанских купцов в 1650 году. Ширванский бейлярбек, Хосров-хан Шемахинский был этим очень недоволен, так как среди похищенного имущества находились и его товары. Русские в своё оправдание утверждали, что караван шёл, не оповестив о себе воевод Терского города, как должно было делаться по условиям соглашения, и поэтому был атакован и разграблен казаками. Шемахинский хан обвинил астраханских воевод в поддержке казаков, потребовав у них компенсации за убытки. Хан писал в грамоте, что он готов «в один месяц Терский город и Астрахань с чёрною землёю сравнять» и «казаков вывести».
Ответное письмо ширванского бейлярбека Хосров-хана русским в связи с казацкими разбоями. Конец 1650 года.

Казаки неоднократно наносили ущерб как моему личному имуществу, так и государственному. И вы, как всегда, шлёте ответ с новым оправданием. Они черпают подобную смелость из Астрахани. Если вы не можете усмирить своих разбойников, это сделаю я и выведу их раз и навсегда. Скажите воеводе Астрахани, если у него есть вражда с нами, пусть явится. Если понадобится, я сравняю с землёй и Терки, и Астрахань. Наш шах знает обо всём этом, и если такое повторится ещё раз, мы предпримем необходимые меры и сбросим со своего лица «завесу дружбы».
Непосредственным поводом к началу военных действий между Россией и Севефидами стало восстановление Сунженского острога. Русские крепости на Тереке и Сунже мешали планам шаха по установлению своего влияния в Дагестане. Правда, позже, в 1658 году, кызылбашский посол Дакул Султан говорил в Москве, что причиной начала войны стал не острог, а действия кумыков-брагунцев. Когда на Сунже «поставили городок и в нём поселились барагунцы, от них начались ссоры, задоры, убийства и грабежи». Сефевидские подданные не могли ездить в эти места. Зная о подготовке нападения со стороны Сефевидов, тарковский шамхал Сурхай III в 1650 году сообщил астраханскому воеводе Григорию Черкасскому о необходимости принять меры по укреплению Терского города. Черкасский, в свою очередь, направил терским атаманам и казакам грамоты, призывая их, «чтоб они государевым людям, которые в Суншенском остроге, помочь чинили и в приход над воинскими людьми всякими мерами промышляли».

## Поход
В 1651 году Хосров-хан Шемахинский получил шахский указ, по которому он должен был, не теряя времени, возглавить поход кызылбашского войска на Сунжу. Приказ Аббаса II ставил более широкие задачи, чем овладение небольшой крепостью на Сунже. Как рассказывал сам Хосров-хан, он получил от шаха Аббаса предписание овладеть Сунженским острогом, а потом «идти на Астрахань, не мешкая».
Задачу по захвату Сунженского острога Хосров-хан возложил на Тарковского шамхала Сурхая. Войско состояло из сил Тарковского шамхала Сурхая, Эндерейского владельца Казан-Алпа и уцмия Кайтагского Амирхан-Султана. Для усиления войск шамхала Шемахинский хан направил к нему отряд из кызылбашских регулярных войск в составе 800 человек: «ратных людей из Шемахи 500 человек, да из Дербени (Дербента) 300 человек, а с ними две пушки». К кумыкам и персам также примкнули улусы ногаев Чебан-мирзы и Шатемир-мирзы. В составе ополчения горцев были представители чеченских обществ — мичкизяне и шибутяне, жившие по рекам Мичик и Аргун. Общая численность войска, собиравшегося в поход, достигала 12 тысяч человек.
25 октября 1651 года соединённое войско достигло реки Сунжи. Первый бой произошёл под казачьим Шадриным городком. Русские отряды сумели отразить первую атаку кызылбашей и кумыков.
Не добившись успеха, шамхал попытался, перейдя Терек в районе казачьего городка Верхнего Черленова, выйти к устью Сунжи. Но русские успели дополнительно укрепить острог. 1 ноября терский воевода князь Щетинин прислал на помощь к князю Муцалу новые отряды, куда входили стрельцы, боярские дети и юртовские татары под командованием Тлева Тугашева, принявшие христианство. 2 ноября шамхал решил повторно пойти на штурм. Попытка штурма провалилась, и Черкасский сам атаковал лагерь осаждающих. Кызылбашские и кумыцкие отряды отступили к реке Сунже. Князь Муцал послал свои отряды в погоню. В результате решительных действий Муцала и военной помощи, подоспевшей из Терского города, русским удалось отразить нападению сефевидского войска. Уже 7 ноября дозорные Муцала сообщили, что сефевидское войско полностью отступило.
Наибольший урон сефевидские войска нанесли окружающим селениям, включая селения людей самого князя Муцала. По словам князя, войска противника «многую шкоту починили, многих царского величества людей побили и переранили, а иных многих в полон поимали… И взяли, государь, те кумыцкие ратные люди в те поры с улусных моих татар лошадей с 3000, да верблюдов с 500, да рогатой животины с 10000, да овец с 15000».
Для сефевидского войска первый поход окончился неудачно. Шамхал Сурхай, оправдываясь, утверждал, что он направил главный удар на селения терских татар, поскольку они закрыли для его людей путь в Кабарду.